# Atlas-Agena
Atlas-Agena — американська космічна система, похідна від носія SM-65 Atlas. Була членом сімейства Atlas, і була використана для 119 орбітальних запусків у період між 1960 і 1978 роком.
Atlas-Agena являла собою два ступеня від різних ракет. Перший ступінь являв собою І ступінь ракети «Атлас», а другий — перший ступінь ракети RM-81 Agena. Спочатку Atlas D ракета, була перейменована в LV-3, й була використана як перший ступінь. Пізніше вони були замінені стандартизованим ступенем Atlas SLV-3, і його похідних, SLV-3A і В. Запуски згодом стали здійснювати шляхом використання ступеня Atlas E/F.
Запуски проводилися з стартових комплексів №12, 13 і 14 на мисі Канаверал, комплексів № 1 і 2 на Пойнт Аргуелло (в даний час SLC-3 і 4 на базі Ванденберг).

## Варіанти
| Назва                | Перший запуск | Останній запуск | Запуски | Успішні | Аварійні | Частково успішні | Примітки |
| -------------------- | ------------- | --------------- | ------- | ------- | -------- | ---------------- | -------- |
| Atlas LV-3 Agena-A   | 1960-02-26    | 1961-01-31      | 4       | 2       | 2        | 0                |          |
| Atlas LV-3 Agena-B   | 1961-07-12    | 1965-03-21      | 28      | 21      | 5        | 2                |          |
| Atlas LV-3 Agena-D   | 1963-07-12    | 1965-07-20      | 15      | 15      | 0        | 0                |          |
| Atlas SLV-3 Agena-D  | 1964-08-14    | 1967-11-05      | 47      | 41      | 5        | 1                |          |
| Atlas SLV-3B Agena-D | 1966-04-08    | 1966-04-08      | 1       | 0       | 0        | 0                |          |
| Atlas SLV-3 Agena-B  | 1966-06-07    | 1966-06-07      | 1       | 1       | 0        | 0                |          |
| Atlas SLV-3A Agena-D | 1968-03-04    | 1978-04-08      | 12      | 11      | 1        | 0                |          |
| Atlas E/F Agena D    | 1978-06-27    | 1978-06-27      | 1       | 1       | 0        | 0                |          |

## Відомі запуски
25 жовтня 1965 ступінь Agena був виведений на орбіту носієм Atlas-Agena D це був перший Gemini Agena Цільовий ступінь (GATV), який був запланований для використання як стикувальна мішень для Gemini 6. Провал GATV змінив плани НАСА, і замість цього Gemini 6 стикувалася з іншим пілотованим космічним кораблем, Gemini 7.
Пізніше 16 березня 1965 ступінь-мішень Agena був мішенню для Gemini 8 й тоді було здійснено успішне стикування в космосі, але пізніше політ був перерваний незабаром після того, через несправність двигуна. Agena пізніше була повторно використана як мішень для Gemini 10.